# Arcos (Estremoz)
Arcos ist eine portugiesische Gemeinde (Freguesia) im Kreis (Concelho) von Estremoz mit 1016 Einwohnern (Stand 19. April 2021)..

## Geschichte
Funde bezeugen eine vorgeschichtliche Besiedlung. Die heutige Gemeinde wurde erstmals im 14. Jahrhundert erwähnt, in der Zeit der Regentschaft des Königs D.João I. Im 16. Jahrhundert wurde Arcos eine eigenständige Gemeinde.
Seit der Kommunalwahl 2009 in Portugal wird Arcos nicht von einer der großen Parteien regiert, sondern von der Bürgerliste MIPA – Mais independência por Arcos (port. für: Mehr Unabhängigkeit für Arcos).

## Kultur und Sehenswürdigkeiten
Das Herrenhaus Quinta de Valadares (auch Palacete de Valadares) stammt aus dem 19. Jahrhundert und steht unter Denkmalschutz.
Die teilweise mit Azulejos ausgekleidete Gemeindekirche Igreja Paroquial de Santo António stammt aus dem 16. Jahrhundert und zeigt manuelinische und barocke Elemente.
Der See Lagoa das Espadas (dt. etwa: Schwertsee) gilt als regionale Kuriosität. Er trocknet des Sommers aus und füllt sich ab dem Herbst alljährlich wieder mit Wasser.

## Verwaltung
Die Gemeinde (Freguesia) Arcos besteht aus den Ortschaften:
- Valadares
- Aldeia de Sande
- Arcos Velhos

Weitere Lokalitäten in der Gemeinde sind:
- Colmeal
- Carrascal
- Foupana
- Maria Ruiva
- Abibes
- Monte da Azinheira
- Monte das Figueiras